# Чиниглавци
Чиниглавци, среща се и като Чиноглавци или Чинигловци, (на сръбски: Чиниглавци) е село в община Пирот, Пиротски окръг, Сърбия. През 2002 г. населението му е 311 души.

## География
Селото се намира на север от международния път Е80. Разположено е на 17 километра югоизточно от Пирот и на 7 километра северозападно от Цариброд.
Землището на Чиниглавци обхваща 1772,65 хектара и граничи със землищата на Петърлаш, Паскашия, Милойковац, Обреновац, Чорин дол, Градище и Велико село.

## История
Според местни предания първоначално селото се е намирало в местността Ливагье и се е наричало Търговище, но след като селото е било опожарено от турци се е преместило. За най-стар род се приемат Кукудини, преселили се от Сенокос, днес в Западните покрайнини.
Селото е споменато като Чиниглафча в джелепкешански регистър от 1576 година с трима джепкешани – Кръсте Милкю, Пею Гюрин и Продан Чучин.
През XVIII-XIX век в Чинганли, Пиротски кадилък, функционира джамията на Бейланизаде Ел-Хадж Мехмед-ага.
През 1850 година е изградена селската църква „Свети Архангел Михаил“, а през 1858 година – манастирът „Света Мария“, доизграждан през 1926 – 1927 година. Манастирът е строен от майсторите Рангел и Ристивор от Чорин дол.
Според Берлинския договор селото е включено в пределите на Сърбия. Границата е прокарана на изток от землището на Чиниглавци. Според сръбския автор Мита Ракич в 1879 година Чиниглавце има 76 къщи и 574 жители (292 мъже и 282 жени). Четирима мъже са грамотни.
През 1915 – 1918 и 1941 – 1944 година селото е в границите на военновременна България. През 1916 година, по време на българското управление на Моравско, Чиниглавци е център на община, в която влизат и Милойковец и Градище. Има 775 жители.
По време на Втората световна война Чиниглавци е център на енория, в която влизат и Обреновец и Градище. Преди и след 1941 година енорията се обслужва от свещеник Илия Алексов от Петърлаш. Селото има 174 къщи и 234 венчила.

## Население

### Брой
- 1948 – 1062 жители.
- 1953 – 1029 жители.
- 1961 – 849 жители.
- 1971 – 665 жители.
- 1981 – 568 жители.
- 1991 – 423 жители.
- 2002 – 331 жители.

При преброяването от 2002 година 330 жители на селото са се определили като сърби, а един – като българин.

### Родове
Основните родове в Чиниглавци, обитавали селото през ХХ век, са:
| Кукудини                  | Сенокос, Западни покрайнини      | Най-стар род в селото                         |
| Николини                  | Ново село                        | Сродени със Стаини                            |
| Гергови                   | Вакарел, Ихтиманско              |                                               |
| Колчини                   | Ново село                        |                                               |
| Велини                    | Годеч                            | Дълго време живели в голяма задруга           |
| Гърчеви                   | Скръвеница, Западни покрайнини   |                                               |
| Стаини (Стаинци)          | Станянци                         | Сродени с Николини                            |
| Бранкови                  | Петърлаш, Западни покрайнини     | Сродени с Гергови                             |
| Илиинци                   |                                  |                                               |
| Манинци                   | Клон на Кукудини                 |                                               |
| Деда Йоцини (Дедийоцини)  | Сенокос, Западни покрайнини      |                                               |
| Радлови                   | Клон на Митини                   |                                               |
| Здравкови                 | Клон на Гергови                  |                                               |
| Ристини                   | Клон на Митини                   |                                               |
| Андреинци                 | Клон на Митини                   |                                               |
| Ицини                     | Клон на Гергови                  |                                               |
| Гъжини                    | Клон на Ристини                  |                                               |
| Шулетанови                | Клон на Митини                   |                                               |
| Митинци (Митини)          | Ново село                        |                                               |
| Благоини                  | Вакарел, Ихтиманско              |                                               |
| Дамянови                  | Клон на Благоини                 |                                               |
| Кръстини                  | Алачев Чифлик (Велики Йовановац) |                                               |
| Новоселци                 | Ново село                        |                                               |
| Джоринци                  | Ново село                        |                                               |
| Ганини                    | Клон на Николини                 |                                               |
| Попови                    | Клон на Кукудини                 |                                               |
| Кълчегови                 | Злокуче                          |                                               |
| Иджини                    | Клон на Гергови                  |                                               |
| Павлови                   | Клон на Митини                   |                                               |
| Станчини (Жучини)         |                                  |                                               |
| Магдаленови (Пръздеркови) |                                  |                                               |
| Калейни                   | Клон на Митини                   |                                               |
| Чучуркови                 | Власи, Западни покрайнини        | Заселили се последни, поради което нямат гори |
| Източник:                 |                                  |                                               |